# Oberndorf am Neckar
Oberndorf am Neckar je grad u okrugu Rottweil, u Baden-Württembergu, Njemačka. Nalazi se na rijeci Neckar, 15 km sjeverno od Rottweila.

## Zemljopis
Oberndorf leži u dolini Neckara koja se nalazi između Schwarzwalda i švapske Jure. Autocesta A 81 se nalazi u blizini, Oberndorf se nalazi na oko pola puta između Stuttgarta i Konstanza. Željeznička linija Stuttgart - Zürich - Milano ide direktno kroz Oberndorf.

## Gradovi prijatelji
- Olathe, Kansas. SAD

## Vanjske poveznice
- Službene stranice
- Oberndorf tijekom Drugog svjetskog rata (na njemačkom)